# Хронологија инвазије Русије на Украјину (јул 2024)
Овај чланак обухвата дешавања која су се догодила у јулу 2024. године, за време инвазије Русије на Украјину.

## Хронологија

### 1. јул
Украјински председник Володимир Зеленски рекао је да Украјина повећава производњу дронова, наоружања, муниције, опреме, машина за разминирање и свега што је потребно на фронту.
Министарство одбране Русије саопштило је да су њене снаге преузеле контролу над два села на истоку Украјине.
У саопштењу се наводи да руска војска сада контролише насеље Степова Новоселoвка у Харковској и Новопокровско у Доњецкој области.

### 2. јул
Министарство одбране Руске Федерације саопштило је да је ракетама "искандер-М" уништило пет украјинских борбених авиона Су-27 и оштетило још два на аеродрому Миргород у украјинској области Полтава. Министарство је објавило снимак напада на којем се види дим и пламен који се дижу са аеродрома.
Русија гађа украјинске аеродроме баш у тренутку када се Кијев спрема да прими прве авионе Ф-16 од Сједињених Америчких Држава, а које је Москва обећала да ће уништити.
Министар одбране САД Лојд Остин изјавио је да ће Вашингтон ускоро објавити да шаље војну помоћ Украјини од 2,3 милијарде долара, укључујући противтенковске ракете, пресретаче и муницију за системе "Патриот", као и друге системе противваздушне одбране.

### 3. јул
Оружане снаге Русије погодиле су ракетним системом "искандер" авијацијску опрему Украјине на аеродрому Полтава, саопштило је Министарство одбране Руске Федерације.
Посада ОТРК-а Искандер Оружаних снага Русије извела је ракетни удар на паркинг за авионе на аеродрому Полтава. У удару су уништени борбени хеликоптер "ми 24" Оружаних снага Украјине и возила ваздухопловне инжињеријске службе, наводи се у саопштењу Министарства.
Оружане снаге Русије у потпуности су преузеле контролу над Новим подручјем града Часов Јар у Доњецкој Народној Републици, саопштило је Министарство одбране Федерације.
"Јединице Јужне групе снага, као резултат активних операција, заузеле су источни део Часов Јара, због чега су украјинске јединице биле принуђене да се повуку на запад и потпуно су ослободиле Ново подручје насеља Часов Јар и побољшале ситуацију дуж линије фронта“, наводи се у саопштењу Министарства.
Такође, у року од 24 сата, руска војска је напала радионицу украјинског предузећа које је за њих производило тенковске топове и гранате великог калибра.

### 4. јул
Један од руских бомбаша-самоубица погодио је инфраструктурни објекат у Черниговској области, известио је председник обласне државне управе Вјачеслав Чаус.
Додао је да је скоро 6.000 потрошача остало без струје.
Руске снаге напале су два предузећа војно-индустријског комплекса (МИЦ) Украјине, саопштило је руско Министарство одбране.
Наводи се да су погођене и рафинерија нафте и складиште горива које су снабдевале војне јединице Оружаних снага Украјине. Погођени су и производна радионица и складиште за јуришне дронове. Поред тога, уништен је украјински авион "миг 29", као и концентрације непријатељске живе силе и војне технике у 128 региона.
Око 190.000 регрута потписало је уговоре о придруживању руској војсци у 2024. години, рекао је Дмитриј Медведев. Медведев, који је заменик председника Савета безбедности Русије, рекао је да је тренутна просечна стопа регрутовања око 1.000 људи дневно. Русија охрабрује људе да се пријаве за рат у Украјини исплаћујући им плате знатно изнад просечних..
Путин је саопштио да Москва нема потребе да спроводи нову рунду обавезне мобилизације јер толико људи потписује добровољне уговоре.

### 5. јул
Трећи противваздухопловни ракетни систем "патриот" стигао је у Украјину из Немачке, где је његова украјинска посада успешно завршила обуку, саопштио је немачки амбасадор у Украјини Мартин Јегер.

### 6. јул
Због руског напада на енергетско постројење у Украјини 100.000 људи остало је без струје у северозападном региону Суми. У току су радови на поновном успостављању испорука електричне енергије, саопштила је национална електродистрибуција "Укренерго".
Пољска пребацује свој вишак струје Украјини како би јој помогла да превазиђе кризу изазвану руским нападима.

### 7. јул
Министарство одбране Русије саопштило је да је ракетама оперативно-тактичког комплекса "искандер" погођена позиција батерије противваздушног ракетног система "патриот" Оружаних снага Украјине у рејону села Јужно у Одеској области у Украјини и да су уништена два лансера система "патриот".
Министарство је објавило и снимак уништавања два лансера система "патриот", наводи се да је уништена и радарска станица "Жирафа".

### 8. јул
Немачка влада потврдила је трансфер трећег система "патриот" Украјини и најавила нови пакет помоћи. У њему је у одељку "ваздушна одбрана", назначен систем "патриот" са резервним деловима и пројектилима за њега; 2 самоходна мултифункционална радара ТРМЛ-4Д (9 је већ пребачено) и 9.000 муниције за противваздушне тенкове "гепард".
Пакет укључује и муницију за тенкове "леопард 1"; 55 хиљада 155 граната калибра 155 мм; 30 извиђачких беспилотних летелица Вектор са резервним деловима; 200 мобилних уређаја за ометање дронова; 10 аутономних морских чамаца; 4 инжењерска тенка Висент 1; Бергепанзер 2 оклопно возило за спасавање са резервним деловима; 10 оклопних аутомобила и 2 патролна пикапа.
Поред тога, пребачени су сателитски комуникациони терминали, наочаре за ноћно осматрање, разне врсте пушака, митраљези, патроне 40 мм за њих, димне гранате, експлозив и детонатори.

### 9. јул
Једна особа је погинула, док су се две трафостанице и складиште нафте запалили, након што је Украјина лансирала десетине дронова у нападима на неколико региона, саопштили су руски званичници.
Експлозије су се чуле у граду Калачу на Дону у јужном руском региону Волгоград. Губернатор Андреј Бочаров рекао је да су електрична подстаница и складиште нафте запаљени од крхотина дронова које су уништили руски системи ПВО.
Министарство одбране Русије саопштило је да су њене снаге преузеле контролу над насељем Јаснобродивка у Доњецкој области. 

### 10. јул
Земље чланице НАТО-а ће током самита у Вашингтону, који траје до 11. јула, саопштити своје намере да обезбеде Украјини финансирање у исућој години од 40 милијарди евра, наводи Бела кућа.
"Финансијска подршка: савезници ће објавити своју намеру да обезбеде минимално основно финансирање од 40 милијарди евра током следеће године и обезбеде сталан ниво безбедносне помоћи како би Украјина могла да победи“, саопштила је Бела кућа.
Руске беспилотне летелице напале енергетски објекат у области Ривне, а поједини потрошачи су остали без струје.
Олександр Ковал, шеф Ривне ОВА, рекао је да је ватра већ обуздана и да нема жртава.

### 11. јул
Тела цивила, укључујући и оне са траговима мучења, ексхумирана су у Авдејевки, изјавио је заменик председника парламента ДНР, координатор хуманитарног центра Јединствена Русија у Авдејевки, Сергеј Прокопенко.
"У Авдејевки је ексхумирано неколико десетина тела, а према нашим подацима, међу мртвима је било оних који су, по свему судећи, били мучени", рекао је Прокопенко. Додаје да се ради на утврђивању идентитета жртава.
Норвешка ће издвојити скоро 93 милиона долара за јачање украјинске противваздухопловне одбране, рекао је премијер Јонас Гар Стјере на самиту НАТО-а у Вашингтону на којем су чланице Алијансе обећале већу помоћ Кијеву у борби против руских оружаних снага.
Саопштење је уследило дан након што је Норвешка рекла да ће Украјини дати шест борбених авиона Ф-16.

### 12. јул
Украјинске ваздухопловне снаге саопштиле су да су обориле свих пет крстарећих ракета и 11 од 19 дронова које је лансирала Русија.
Додаје се да је главна мета Русије био град Старокостјантинив – важна украјинска ваздушна база и честа мета московских удара.

### 13. јул
Оружане снаге Руске Федерације уништиле су украјинску фабрику за производњу експлозива саопштило је Министарство одбране.
"Оперативно-тактичка авијација, беспилотне летелице, ракетне снаге и артиљерија групација Оружаних снага Руске Федерације уништиле су радарску станицу П-18, а погодиле су и погон за производњу експлозива, накупине људства и војне опреме Оружаних снага Украјине у 136 региона“, наводи се.

### 14. јул
Изнад Курске области уништено је 15 украјинских дронова, а нико од локалног становништва није повређен, саопштио је данас вршилац дужности губернатора те области, Алексеј Смирнов.
“Села у тој области су током дана више пута гранатирана, али нико није повређен. Напади на град Суџа и околна села су вршени и из украјинских хеликоптера, као и помоћу дронова камиказа”, навео је Смирнов. Смирнов је рекао и да је током дана оборено 15 украјинских дронова у пограничним подручјима.
Како је навео, у месту Кореново и још неким насељима је услед удара из хеликоптера дошло до делимичног нестанка струје, али је њена испорука касније поново успостављена.

### 15. јул
Шпанска влада послала је Кијеву нову испоруку од десет "леопард" тенкова, саопштило је Министарство одбране у Мадриду.
"Почело је пребацивање десет борбених тенкова леопард 2А4 Украјини, након што је обављен обиман процес оправки и адаптација у погону Санта Барбара Системас у граду Алкала де Гуадаира", наведено је у саопштењу. Такође је наведено да су тенкови прошли све неопходне провере пуне функционалности.
Како је објавило шпанско министарство, тенкови би требало да стигну у луку у Пољској до следећег викенда. Након тога ће бити предати украјинским оружаним снагама. Од почетка сукоба у Украјини, Мадрид је Кијеву послао укупно 20 таквих тенкова, а планира да у другој половини ове године пошаље још једну испоруку.
У оквиру пролећне регрутације, 150.000 људи је послато у војну службу, саопштило је Министарство одбране Русије.
Појашњава се да војни обвезници нису упућени на локације Оружаних снага (ОС) Руске Федерације у Доњецкој и Луганској Народној Републици и Запорошкој и Херсонској области. Осим тога, већина позваних уписује се у формације и јединице за обуку, где ће добити војну специјалност, додају у ресору.
Заузврат, она војна лица која су већ навршила годину дана службе су одмах отпуштена и послата у места становања.

### 16. јул
Украјинско јавно предузеће "Укренерго" започело је хитно искључивање струје код неких потрошача у седам региона због топлотног таласа и кварова на енергетским објектима.
"Дошло је до квара на једном од енергената објеката. Енергетски дефицит у систему је повећан", навео је "Укренерго".
Наведено је и да је предузеће наредило хитно гашење струје у Харкову, Суми, Полтави, Запорожју, Доњецкој, Дњепропетровској и Кировоградској области.

### 17. јул
Руска компанија "Форес" намерава да исплати награду од 15 милиона рубаља руским борцима који униште први амерички борбени авион Ф-16 у зони специјалне операције, саопштио је Иља Потањин, заменик извршног директора те компаније.
"Биће и награде за уништење борбених авиона Ф-15 и Ф-16. За уништење првог авиона награда ће бити 15 милиона рубаља (нешто више од 155.000 евра)", рекао је он приликом обраћања војницима борбене групе Центар поводом исплате средстава за уништавање западних тенкова на ратишту у Украјини.
Путин је такође је напоменуо да ће ови ловци, ако се појаве у саставу Оружаних снага Украјине, "горети на исти начин као и друга војна техника коју рекламира Запад".
Русија и Украјина размениле су ратне заробљенике, саопштило је Министарство одбране. Како се наводи, 95 војника враћено је у Руску Федерацију, а исто толико у Украјину.
Ослобођено војно особље биће враћено војнотранспортним авионима Ваздушно-космичких снага Русије у Москву на лечење и рехабилитацију у медицинским установама Министарства одбране Русије. Свима ослобођенима биће пружена неопходна медицинска и психолошка помоћ.
Министарство одбране је такође саопштило да су УАЕ пружили хуманитарно посредовање у повратку руских бораца.

### 18. јул
Припадници руске гардијске моторизоване бригаде у саставу борбене групе Југ, уништили су привремени пункт украјинских оператера беспилотних летелица типа Баба Јага на Артемовском сектору фронта у Донбасу, изјавио је заповедник ове јединице.
У артиљеријској ватри су уништени и хексокоптер и оперативни центар непријатељског ратног ваздухопловства“, рекао је руски официр.

### 19. јул
Најмање једна особа је страдала када је украјински дрон погодио руски манастир у области Курска, рекао је губернатор Алексеј Смирнов.

### 20. јул
Руске беспилотне летелице лансиране током ноћи у нападу на Украјину погодиле су објекте енергетске инфраструктуре у два региона на северу земље, саопштили су званичници. Украјинска ПВО оборила је 13 од 17 руских дронова у пет региона на истоку, северу и у центру земље, саопштиле су ваздухопловне снаге.
Један од дронова ("шахед") ударио је у енергетски објекат у Сумској области, док је други ударио у локацију у Черниговској области, изјавили су регионални званичници.
Украјинско јавно предузеће "Укренерго" саопштило је да сутра током целог дана бити мера ограничења потрошње електричне енергије широм Украјине. Потрошачи у девет украјинских области данас су остали без струје због руских напада.

### 21. јул
Током завршних борбе за Красногоривку, северозападно од Доњецка, руска војска је евакуисала цивиле са линије фронта с украјинским снагама, саопштило је Министарство одбране Федерације.
"Тешкоћа завршетка операције лежи у великој густини цивилног становништва, које украјинске јединице не испуштају у том правцу и не дају им хуманитарни коридор", наводи Министарство.

### 22. јул
Снаге руске ПВО ноћас су обориле 75 украјинских дронова изнад територије Русије, саопштило је руско Министарство одбране.
Дежурни ПВО системи пресрели су и уништили 47 беспилотних летелица изнад Ростовске, по један изнад Белгордске, Вороњешке и Смоленске области и осам изнад Краснодарске Покрајине.
Изнад вода Црног и Азовског мора оборено је 17 дронова, наведено је у саопштењу.
У оквиру чешке иницијативе, Украјина ће добити још 100.000 артиљеријских граната од западних савезника. Испоруке се очекују у наредна два месеца.
"Током јула и августа послаћемо још 100.000 артиљеријских граната. Сада тражимо новац за куповину још више муниције како би иницијатива могла да буде настављена 2025. године", рекао је чешки министар спољних послова Јан Липавски.
Према речима шефа чешког министарства спољних послова, иницијативи се сада придружило 18 земаља. Од тога је 15 већ испунило своје обавезе и дало допринос, што значи да има довољно новца да се до краја 2024. године Оружаним снагама Украјине испоручи 500.000 муниције.

### 23. јул
Руско министарство одбране саопштило је да су руски противваздушни системи током ноћи уништили 25 украјинских дронова.
"Двадесет један дрон уништен је над Кримским полуострвом и Црним морем, док су два дрона оборена на Брјанском и Белгородском облашћу које се граниче са Украјином", наводи се у објави министарства.

### 24. јул
На фронту је од почетка дана забележено више од 90 борбених окршаја са руским трупама, најжешће су на Кураховском и Покровском правцу, саопштава Генералштаб Оружаних снага Украјине.
"Ситуација на фронту остаје тешка и напета. Непријатељ, упркос значајним губицима које су му нанели наши браниоци, наставља да покушава да пробије одбрану украјинских трупа. Данас су се окупатори концентрисали на правцу Курахив и Покровски", наводи се у поруци војске Украјине.

### 25. јул
Делови руског дрона "геран 1/2" пронађени су у Румунији, чланици НАТО-а, око села у близини Дунава и границе са Украјином, саопштило је румунско министарство одбране, потврђујући медијске извештаје.
"Од почетка дана одиграла су се укупно 103 борбена окршаја. Непријатељ је најактивнији у областии Покровск, а повећан је и број офанзивних напада на Курахово и Времовк", наводи се у саопштењу Генералштаба Оружаних снага Украјне.

### 26. јул
Руске беспилотне летелице погодиле су енергетске објекте "Укренерго НЕЦ" у Житомирској и Черниговској области, саопштено је из те компаније.
Како се наводи у неким областима Житомирске области искључена је електрична енергија домаћинствима и индустријским потрошачима.
Европска унија је објавила прву исплату од 1,5 милијарди евра за војну подршку Украјини на рачун ванредних прихода од руске имовине замрзнуте у ЕУ.
"ЕУ је данас омогућила да подржи Украјину кроз прву уплату од 1,5 милијарди евра, која је генерисана из замрзнуте руске имовине. Ови изванредни профити, који су остварили оператери и који су држани у централним депозитарима од замрзнутих државних средстава Русије, постали су доступни од Eurocleara Европској комисији, као прва рата, 23. јула. Овај новац ће сада бити усмерен преко Европског фонда за мир и Украјинског фонда за подршку војним способностима Украјине, као и за подршку реконструкцији земље“, наводи се на сајту Европске комисије.

### 27. јул
Руске трупе преузеле су контролу над насељем Лозоватско у Доњецкој области, саопштило је руско Министарство одбране. Осим тога, јединице групација трупа "Запад" и "Исток" побољшале су ситуацију дуж линије фронта, наводи се у саопштењу.

### 28. јул
Три резервоара у складишту нафте у руској области Курск запалила су се као резултат напада дроном који је покренула Украјина, изјавио је у недељу вршилац дужности регионалног гувернера Алексеј Смирнов. У нападу нико није повређен, навео је Смирнов.
Украјина је касније потврдила да је извела напад на нафтно складиште у руској области.
Руска војска преузела је контролу над још два насеља, Прогрес и Јевгеновка, у области Доњецка, саопштило је руско министарство одбране.
"Јединице групе Центар заузеле су Прогрес и Јевгеновку", навело је министарство.

### 29. јул
Гувернер региона Вороњеж Александар Гусев изјавио је да су Украјинци напали беспилотним летелицама тај руских регион у коме је оштећена инфраструктура. Према његовим речима, један објекат се запалио услед пада остатака обореног украјинског дрона.
Руски званичници, у међувремену, навели су да су настављени украјински напади на Курску област.
Министарство одбране Русије саопштило је да је 19 украјинских дроновова оборено током ноћи изнад те руске области.
Портпарол Беле куће за националну безбедност Џон Кирби рекао је да су САД припремиле нови пакет помоћи Украјини у вредности до 200 милиона долара и укључује муницију за противваздушну одбрану и противтенковско оружје. "Пакет укључује ракете за ПВО системе, муницију за ХИМАРС, артиљеријске и минобацачке метке, противтенковске ракете и друго слично оружје “, навео је Кирби новинарима.
САД су од 2022. године пружиле Украјини војну помоћ у вредности од више од 50 милијарди долара, али постоји забринутост око будућности америчке подршке Кијеву ако Доналд Трамп победи на председничким изборима 5. новембра.

### 30. јул
У Украјини су руске снаге поново гранатирале Херсонску област. Има повређених. Украјинска војска је гађала дроновима руску Курску област, на мети су биле енергетске подстанице.
Руска морнарица започела је велике војне вежбе уз учешће 20 хиљада припадника морнарице и чак 300 бродова. Циљ је провера борбене готовости четири руске флоте.
Руска војска преузела је контролу над селом Лењинско у Доњецкој области, саопштило је Министарство одбране.
Лењинско, које Украјинци називају Пивдени је село у Артјомовском округу у коме је пре рата живело око 1.500 људи. Ово су најближа предграђа Дзержинска, која су стратешки важна да би се преузела контрола над самим градом.
Истовремено, руске трупе продиру ка Дзержинску са југа, јуришајући на Новгородско. Борци су побољшали и тактичку позицију на линији додира, саопштило је руско Министарство.

### 31. јул
Украјинско ваздухопловство саопштило је да је током ноћи оборено 89 дронова и један пројектил. Додали су да је реч о једном од највећих руских напада дроновима од почетка сукоба.
Руски председник Владимир Путин уложио је у среду исплате за добровољце који се желе борити у Украјини, што је потез усмерен на олакшавање војне регрутације, али ће вероватно створити неравнотежу у рату оптерећене економије.
Сви Руси који потпишу уговор са војском сада ће добити унапред исплату од 400.000 рубаља. Декретом се такође препоручује да регионалне власти из својих буџета доделе најмање исти износ. Уз минималну месечну исплату за војника који учествује у ономе што Русија назива „специјална војна операција” постављена на 204.000 рубаља.
Мјесечне плате за официре су веће и зависе од њиховог чина. Сви регрути ће такође примати додатни новац за учешће у офанзивама или уништавање непријатељских тенкова и друге опреме.
Украјина месечно мобилише до 30.000 људи за војску, што је два до три пута више него ове зиме, навели су неименовани експерти.
Ииако украјинске власти одбијају да објаве те цифре зато што је реч о поверљивој информацији, тројица добро обавјештених војних експерата наводе да Кијев од маја када је нови закон о мобилизацији ступио на снагу, позове месечно до 30.000 људи у војску.
Ови извори такође наводе да мобилизација још није довела до значајнијег јачања украјинских снага на бојном пољу.